# Bulgarophilie

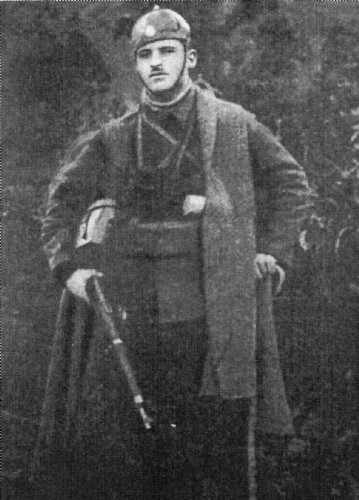
Nikola Gulew, bulgarischer Revolutionär der IMRO mit aromunischen Wurzeln

Bulgarophilie (Wortbildung mit Suffix aus dem Altgriechischen φιλία philía „Freundschaft“, „Liebe“, „Zuneigung“) bezeichnet eine allgemeine Affinität zu bulgarischer Kultur, Geschichte oder zum bulgarischen Volk.
Bulgarien, aber auch die bulgarische Geschichte, bulgarische Traditionen, die bulgarische Sprache, die bulgarische Küche, die bulgarische Literatur etc. können Gegenstand der Bulgarophilie sein. Das Antonym zur Bulgarophilie ist die Bulgarophobie, die Abneigung vor Bulgarischem.

## Bulgarophilie in Nordmazedonien
Nach 1945 verwendeten die Kommunisten aus Nordmazedonien den Begriff Bulgarophile als abfällige Bezeichnung für alle probulgarisch orientierten Mazedonier (die mit den faschistischen Besatzern kollaboriert hatten oder Teile der bulgarischen Kontračetniks waren) sowie für andere rechts eingestellte Mazedonier und Gegner der jugoslawischen Föderation und des Panserbismus. Der kommunistisch-jugoslawische Staat unterschied damals nicht zwischen mazedonischen Nationalisten und Bulgaren, und tendenziell wurden Mazedonier, die sich für eine Abspaltung von der SFR Jugoslawien einsetzten, Bulgarophile bzw. Bulgaren genannt.
Laut dem ehemaligen Premierminister von Nordmazedonien und Gründer der VMRO-DPMNE, Ljubčo Georgievski, fühlten sich nicht nur er, sondern auch 90 Prozent der Politiker von VMRO-DPMNE Anfang der 1990er Jahre sowie 50 Prozent der von ihm geführten Regierung von 1998 bis 2002 als Bulgarophile. Als bulgarophil gilt auch die Klosterbruderschaft von Bigorski, die sich im Zuge des im Jahr 2017 zwischen Bulgarien und Nordmazedonien unterschriebenen Freundschaftsvertrags positiv äußerte. Der Hegumen des Klosters, Partenij Antaniski, erklärte in einer Rede:

„Kulturelle Identität und nationale Einzigartigkeit, so paradox es klingen mag, implizieren jedoch Einheit und Verflechtung mit anderen Identitäten und Einzigartigkeiten. Ein Beispiel für eine solche historische Symbiose ist das mazedonische und bulgarische Volk. Diese angeborene jahrhundertealte Nähe manifestiert sich in vielen wichtigen Bereichen des gesellschaftlichen Lebens: Sprache, Folklore, Kultur, Ereignisse, Schauspieler… Vergessen wir nicht, dass unsere beiden Völker eine Wiege der Zivilisation haben, einen gemeinsamen Taufbecken – nämlich die Mission der Heiligen Brüder Kyrill und Method und insbesondere an ihre Heiligen Jünger, das Annehmen des orthodoxen Christentums und Taufe der Zeit des Heiligen Zar Boris-Michael und der Beginn der gemeinsamen Alphabetisierung. Es gibt uns das Recht oder vielmehr die Verpflichtung, diese geistige Verwandtschaft und Nähe zu pflegen, ohne uns natürlich in unseren kulturellen Eigenheiten zu verleugnen und herabzusetzen. Tatsächlich unterscheiden sich Bruder zu Bruder, Familie zu Familie, Stadt zu Stadt, Bezirk zu Bezirk, Rede zu Rede... Aber wir dürfen nicht zulassen, dass Unterschiede zum Hauptfaktor in unseren gegenseitigen Beziehungen und zur Ursache von Hass und Zwietracht werden. Im Gegenteil, es gibt noch viel mehr, was uns verbindet, und die Unterschiede selbst sind als Erbe unseres Zusammenlebens zu sehen.“

Zu den weiteren Bulgarophilen in Nordmazedonien gehörten die Historiker Stojan Kiselinovski und Zoran Todorovski, der ehemalige Kulturminister und Vater des mazedonischen Außenministers Nikola Dimitrov, Dimitar Dimitrov, die Schriftsteller Mladen Srbinovski und Mile Nedelkoski, die Schauspieler Risto Šiškov und Gjorgji Kolozov sowie die Politiker Aleksandar Lepavcov und Antonio Milošoski. Letzterer distanzierte sich jedoch von seiner Bulgarophilie und unterstützte die anti-bulgarische Politik von Nikola Gruevski.